# Eusebius von Vercelli

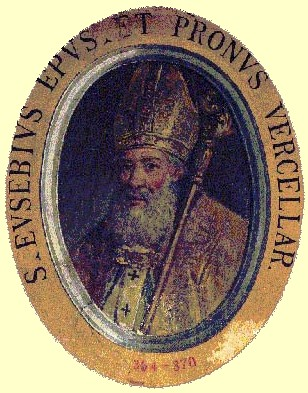
Eusebius (Wandmalerei im Dom von Vercelli)

Eusebius von Vercelli (* um 283 auf Sardinien; † 1. August 371 in Vercelli) war der erste Bischof von Vercelli und wurde von der katholischen Kirche heiliggesprochen. Im Arianismusstreit des 4. Jahrhunderts unterstützte er Athanasius.

## Leben und Wirken
Eusebius wurde auf Sardinien geboren und erhielt seine Ausbildung in Rom, wo er als Lektor arbeitete. Es wird angenommen, dass Restituta von Cagliari, die oft mit Restituta von Afrika gleichgesetzt wird, seine Mutter war. Im Jahr 345 wurde er der erste Bischof von Vercelli. Die Gemeinschaft, in der die ihm unterstellten Geistlichen lebten, kann als Vorstufe der Klosterlebens (vita communis), wie es etwa die Augustiner pflegen, gesehen werden.
In den arianischen Streitigkeiten des 4. Jahrhunderts war Eusebius ein entschiedener Gegner des Arianismus, d. h. der Lehre des Arius, nach der Gott und Jesus nicht wesensgleich seien. 353 beauftragte ihn der Bischof von Rom Liberius, sich einer Gesandtschaft unter Lucifer von Calaris anzuschließen, die beim Kaiser Constantius II. um eine neue Synode zur Verhandlung über Athanasius bitten sollte, der bereits 353 auf der Synode von Arles verurteilt worden war. Auf dem Konzil von Mailand, das schließlich 355 einberufen wurde, gehörte Eusebius zu den entschiedenen Verteidigern des Athanasius. Auch als der Kaiser jedem Bischof, der sich weigerte, die Verurteilung des Athanasius zu unterschreiben, harte Strafen androhte, blieb Eusebius standhaft. So wurde er verurteilt und verbannt.

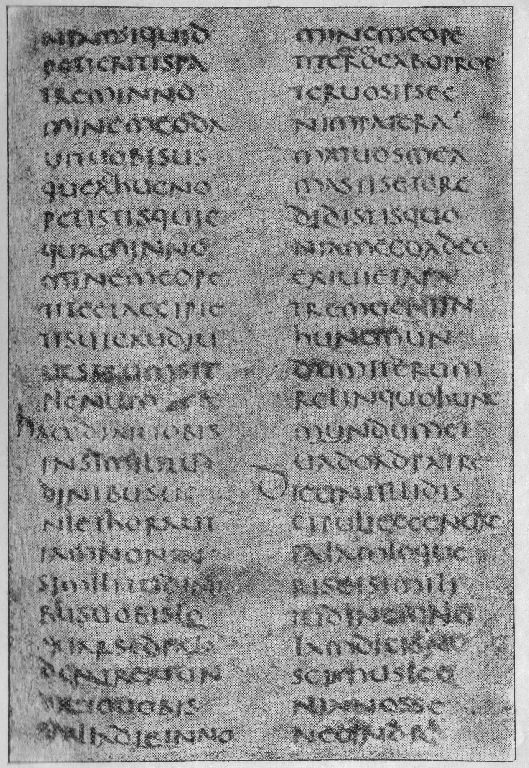
Seite aus dem Codex Vercellensis, um 370

Eusebius kam zunächst ins Exil nach Scythopolis in Syrien, wo ihn Bischof Patrophilus, von Eusebius „Gefängniswärter“ genannt, grausam behandelte, später nach Kappadokien und schließlich in die ägyptische Thebaïs. Unter Kaiser Julian, der ab 361 regierte, konnte er zurückkehren und 362 an der Synode von Alexandria teilnehmen. Hier erhielt er den Auftrag, sich in Antiochia um die Beilegung des Meletianischen Schismas zu kümmern. Er hatte damit allerdings keinen Erfolg. Eusebius ging dennoch weiter gegen den Arianismus im Abendland vor. Einer seiner Hauptgegner war Auxentius von Mailand. Auch den Papst Liberius verurteilte Eusebius für dessen Glaubensabfall im Exil. Der Legende nach wurde Eusebius von den Arianern, gegen die er Partei ergriffen hatte, zu Tode gesteinigt.

## Nachleben und Verehrung
Nach seinem Tod wurde Eusebius heiliggesprochen. Sein Gedenktag ist der 2. August, vor der Kalenderreform nach dem 2. Vatikanischen Konzil war es der 16. Dezember.
Die meisten Schriften des Eusebius sind verloren. Drei kurze Briefe sind erhalten und veröffentlicht (Jacques Paul Migne, Patrologia Latina XII, 947–954 und X, 713 f.). Der Codex Vercellensis im Dom von Vercelli, eine Handschrift mit den vier Evangelien, wurde möglicherweise von Eusebius geschrieben.
Zahlreiche Eusebiuskirchen stehen unter dem Patrozinium des Eusebius von Vercelli; ein Wandgemälde im Dom von Vercelli zeigt sein Porträt.